# Freeman (Dél-Dakota)
Freeman város az Amerikai Egyesült Államok Dél-Dakota államában, Hutchinson megyében. Lakosainak száma 1329 fő (2020. április 1.).

## Népesség
A település népességének változása:

| 2010 | 1 306 |
| 2020 | 1 329 |